# Thomas Fleischer
Thomas Fleischer (Lörrach, 20 februari 1971) is een Duits voormalig professioneel wielrenner. Hij reed voor onder meer Lotto. In 1992 werd hij tweede op het Duitse kampioenschap voor amateurs, waarna hij een profcontract mocht tekenen bij Union Fröndenberg, waar ook Erik Zabel reed.

## Belangrijkste overwinningen
1996
- 3e etappe Ronde van het Waalse Gewest
- Eindklassement Ronde van het Waalse Gewest

## Resultaten in voornaamste wedstrijden
| Jaar | Ronde van Italië | Ronde van Frankrijk | Ronde van Spanje |
| ---- | ---------------- | ------------------- | ---------------- |
| 1994 |                  |                     |                  |
| 1995 |                  |                     |                  |
| 1996 |                  | opgave              |                  |

| Jaar | Milaan-San Remo | Amstel Gold Race | Luik-Bast.‑Luik |
| ---- | --------------- | ---------------- | --------------- |
| 1994 |                 | 42e              | 77e             |
| 1995 |                 |                  | 42e             |
| 1996 | 150e            |                  |                 |